# Manipulation atomique
La manipulation atomique est le processus de déplacement d'atome, un par un, sur un substrat à l'aide d'un microscope à effet tunnel (STM). Il s'agit d'une technique de science des surfaces généralement utilisée pour créer des objets artificiels et pour étudier le comportement électronique de la matière. Non observés, ces objets doivent être créés. La première démonstration de manipulation atomique est le fait de chercheurs d'IBM en 1989.

## Manipulation verticale

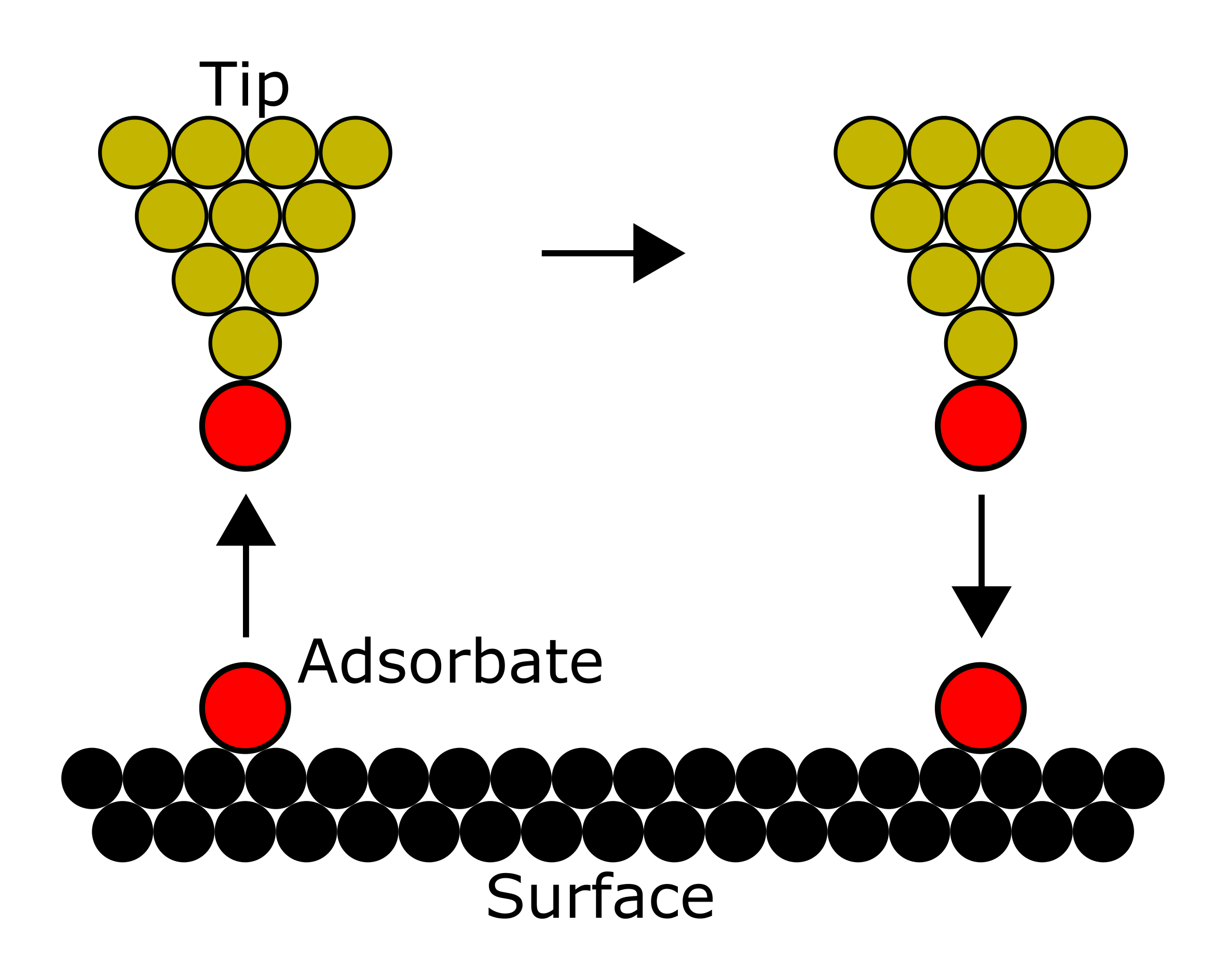
Schémas d'une manipulation verticale.

La manipulation verticale est le processus de transfert d'un atome du substrat vers la pointe du STM, le repositionnement de cette pointe et le placement de l'atome à l'endroit souhaité. Le transfert de l'atome à la pointe se fait en plaçant cette dernière au-dessus de l'atome en mode courant constant, en désactivant la boucle de rétroaction et en appliquant une polarisation élevée pendant quelques secondes. Dans certains cas, il est également nécessaire d'approcher lentement la pointe tout en appliquant une forte polarisation. Des pics ou des chutes de courant soudaines au cours de ce processus correspondent soit à un transfert, soit au dépôt de l'atome. Dans ces conditions une dimension aléatoire est toujours présente dans ce procédé. Le dépôt de l'atome de la pointe STM vers le substrat se fait de la même manière avec une polarisation inverse.

## Manipulation latérale

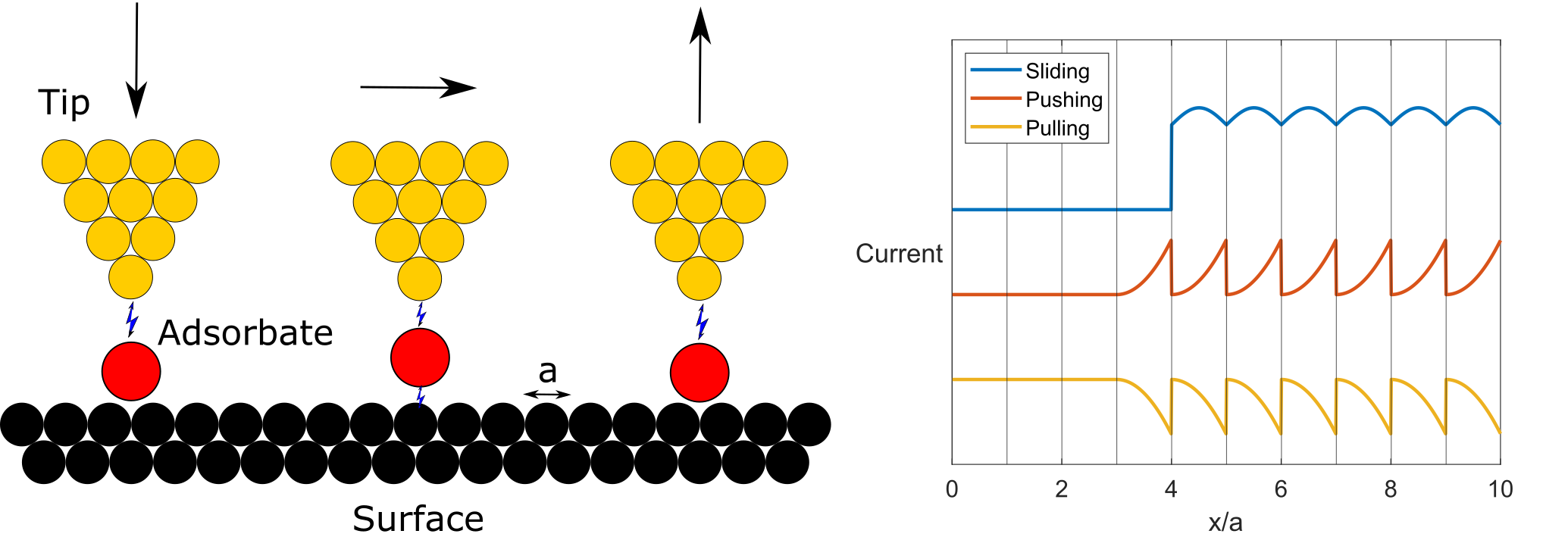
Étapes de la manipulation latérale des atomes et représentation schématique des signaux de courant à effet tunnel pour différents types de mouvement latéral. Les schémas des signaux actuels sont décalés pour plus de clarté.

La manipulation latérale consiste à déplacer un adsorbat sur la surface en établissant une liaison chimique ou physique temporaire entre la pointe du STM et l'atome ou molécule. Une séquence de manipulation latérale typique débute par le positionnement de la pointe en la rapprochant de la surface, l'augmentation du point de consigne du courant tunnel, le déplacement de la pointe selon l'itinéraire souhaité et en rétractant enfin la pointe à la hauteur de balayage normale. La manipulation latérale est généralement utilisée pour des adsorbats fortement liés au substrat, tels que les adatomes métalliques sur les surfaces métalliques. La probabilité que le déplacement de l'atome corresponde à celui de la pointe, est fortement dépendante de l'intégrité de la pointe.
En fonction de l'extrémité de la pointe et du système surface/adsorbat, le mouvement latéral peut consister à  pousser, tirer ou  faire glisser l'adsorbat. Ces modes se traduisent par des signaux de courant tunnel distincts. Par exemple, des pas périodiques du courant tunnel indiquent que l'adsorbat "saute" entre les sites d'adsorption tout en suivant la pointe : elle pousse ou tire donc l'adsorbat.

## Expériences notables

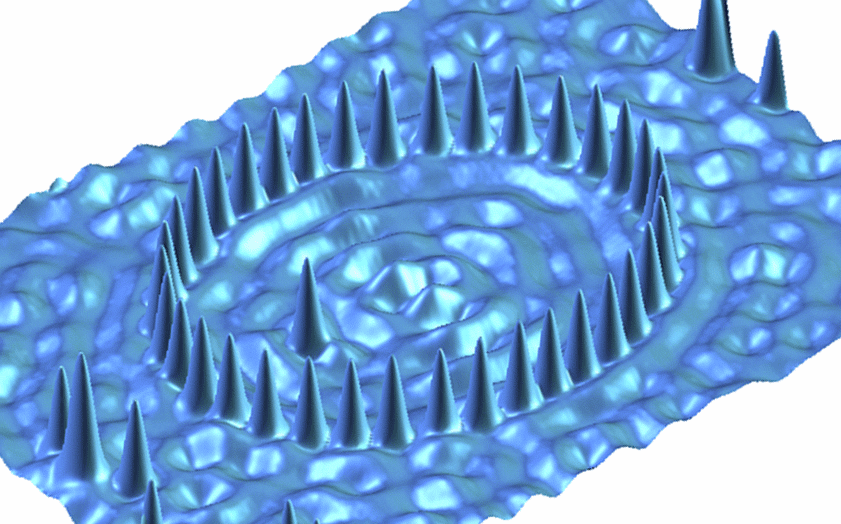
Une couronne quantique elliptique d'atomes de cobalt sur une surface de Cuivre (plan (111)).

Plusieurs groupes ont appliqué des techniques de manipulation atomique à des fins artistiques ou promotionnelles pour démontrer leur contrôle sur les positions des adatomes. On peut citer divers logos institutionnels et du film "Un garçon et son atome" composé d'un assemblage d'images STM réalisé par des chercheurs d'IBM.
Plusieurs expériences notables en physique de la matière condensée ont été réalisées avec ces techniques. Avec à titre d'exemple, la démonstration du confinement des électrons dans les "corrals" dits quantiques par Michael F. Crommie et al., et l'expérience de mirage quantique qui a suivi, où la signature Kondo d'un adatome est réfléchie d'un foyer à l'autre dans un corral quantique elliptique.
La manipulation atomique a également suscité de l'intérêt en tant que plate-forme de calcul. Andreas J. Heinrich et al. ont ainsi construit des portes logiques à partir de cascades moléculaires d'adsorbats de monoxyde de carbone, et Kalff et al. ont démontré une mémoire réinscriptible en kilo-octets constituée d'atomes individuels.
Des expériences sur des réseaux cristallins artificiels ont utilisé des techniques de manipulation atomique pour étudier les propriétés électroniques des réseaux de Lieb, du graphène artificiel  et des triangles de Sierpiński.